# 三源浦朝鲜族镇
三源浦朝鲜族镇（中国朝鲜语：／），是中华人民共和国吉林省通化市柳河县下辖的一个乡镇级行政单位。

## 行政区划
三源浦朝鲜族镇下辖以下地区：
南街社区、北街社区、安仁村、新世村、东明村、尹家村、周家街村、三源浦村、德兴村、大北岔村、刘家村、鲜光村、红星村、邹家村、中心村、马家店村、二道沟村、兰山村、大野猪沟村、八宝村、兴隆村和六盘村。